# خوجیرت
خوجیرت (به لاتین: Khujirt) یک منطقهٔ مسکونی در مغولستان است که در استان اوورخانگای واقع شده‌است.